# Natto

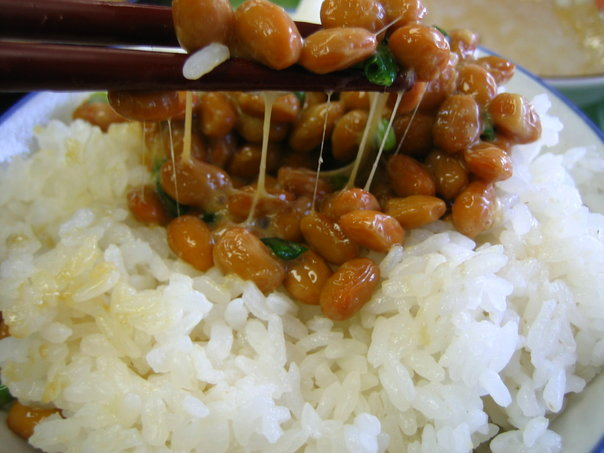
Typowe japońskie nattō

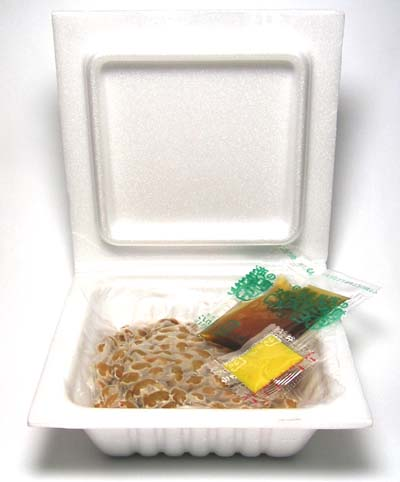
Nattō wytwarzane przemysłowo – ten rodzaj dostępny jest także w Polsce

Natto, nattō (jap. 納豆) – tradycyjna japońska potrawa przygotowywana ze sfermentowanych przez Bacillus subtilis ziaren soi. Popularna od okresu Nara.

## Opis
Nattō jest jednym z najbardziej specyficznych dań kuchni japońskiej. Jego charakterystyczny zapach i ciągnąca się, kleista konsystencja mogą sprawić jednak odpychające wrażenie na osobach nieprzyzwyczajonych.
Dawniej stosunek do nattō dzielił Japonię na dwie wyraźne części kulinarne: Kantō (lubiącą nattō) oraz Kansai (nielubiącą tej potrawy). Obecnie danie jest popularne w całej Japonii i poza nią z uwagi na duże walory odżywcze.